# Потапов, Николай Фёдорович
Николай Фёдорович Потапов (22 июля 1930, Ундоры, Средневолжский край — 19 мая 2014, Ульяновск) — советский и российский тренер по тяжёлой атлетике, заслуженный тренер РСФСР.

## Биография
Проходил срочную службу в группе советских войск в Германии (ГВСГ), где и начал заниматься тяжёлой атлетикой, был победителем чемпионата ГСВГ.
В 1953 г., после знакомства с известным штангистом Геннадием Зейфертом, организовал секцию тяжёлой атлетике в Ульяновской области. Подготовил многих мастеров спорта и мастеров спорта международного класса в Ульяновской области, работал в сборной команде СССР, среди которых олимпийский чемпион Игр в Сеуле (1988) Юрий Захаревич.
Являлся вторым тренером сборной СССР по тяжёлой атлетике на XXII летних Олимпийских играх в Москве (1980), которая завоевала пять золотых медалей.
Создатель системы спортивной подготовки по тяжёлой атлетике в Ульяновской области. Заслуженный тренер РСФСР, судья международной категории.